# 库尔沙翁
库尔沙翁（法語：Courchavon，法語發音：[kuʁʃavɔ̃]）是瑞士汝拉州的一个市镇。该市镇总面积为6.23平方千米，截至2018年12月31日总人口为294人。